# Bill Potts
Bill Potts è un personaggio immaginario della serie televisiva britannica Doctor Who, interpretata da Pearl Mackie. Fa la sua prima apparizione nel primo episodio della decima stagione, Il pilota. È il primo personaggio ad essere apertamente gay; prima di unirsi alle avventure con il Dottore, serviva patatine nella mensa dell'Università di Bristol. La madre è morta quando era una bambina, e vive con la madre adottiva Moira.

## Apparizioni

### Televisione
Bill Potts è introdotta nel primo episodio della decima stagione Il pilota. L'attrice Pearl Mackie descrive Bill come "forte, molto divertente e molto eccitata", "molto giovane" e che "non sa molto su come gira il mondo". Peter Capaldi (che interpreta il Dottore) la descrive come "una persona normale che viene dal mondo reale, a cui tutte queste cose sembrano straordinarie, non ne sa nulla". Bill sfida il Dottore in diverse maniere, facendogli notare problemi che non affrontava da molto tempo, e, essendo curiosa, gli pone costantemente molte domande. Alla sua prima apparizione la ragazza ostenta interesse per Heather, la quale ricambia i suoi sentimenti, ma quando Heather viene risucchiata da un liquido mutante che fungeva da carburante per un'astronave aliena caduta sella Terra, la ragazza diventa un tutt'uno con il liquido mutante, che inizia a perseguitare Bill. Il Dottore e Nardole (che lavoravano sotto copertura all'università, il primo come professore) difendono Bill portandola al riparo con il TARDIS, e la ragazza resta scioccata nel vedere la macchina del tempo. Bill si confronta con Heather che alla fine si separa da lei, e dopo questa avventura Bill propone al Dottore di viaggiare con lei, probabilmente nella speranza di rivedere un giorno Heather. Bill viaggia nel tempo e nello spazio con il Dottore e Nardole, vivendo diverse avventure, tra l'altro Bill si rivela determinante per la vittoria del Dottore e della razza umana quando la Terra è stata invasa dai Monaci. Nelle ultime due puntate della decima stagione, viene separata dal Dottore, finendo in fondo ad un'astronave coloniale lunga 400 miglia e bloccata da un buco nero, dove il tempo scorre più velocemente rispetto alla cima. Verrà raggiunta dal Dottore dieci anni dopo, trasformata dal Maestro in un Cyberman, ma con ancora la propria coscienza. Dopo la guerra con gli stessi Cyberman, Bill ritrova Heather, che ormai ha preso il controllo del liquido mutante che la fa diventare come lei, iniziando a vagare nello spazio con lei. Non ci è dato sapere se tornerà mai dal Dottore, dal momento che lo crede morto dopo il conflitto con i Cyberman, tra l'altro con i suoi poteri mutanti potrebbe ritornare umana se solo lo volesse.
Nello speciale natalizio del 2017 C'era due volte, la "Testimonianza", un'entità futuristica nata dalla scienza progredita dell'umanità, che poco prima della dipartita di una persona ne raccoglie e archivia tutti i ricordi, crea un avatar delle sembianze di Bill con tutti i ricordi dell'originale, benché il Dottore non accetti che qualcuno prenda le sembianze della sua amica. L'avatar afferma di essere Bill sostenendo che una persona del resto è semplicemente un insieme di ricordi, e il Dottore la ringrazia per tutto ciò che ha significato per lui, per poi rigenerarsi.

### Altri media
Nell'aprile 2017 in Inghilterra sono usciti tre libri, con protagonisti i nuovi compagni del Dottore: Bill Potts e Nardole. Sono intitolati The Shining Man, Diamonds Dogs e Plague City.

## Casting
Nell'aprile 2016 è stato annunciato che l'attrice Pearl Mackie avrebbe interpretato la nuova 'companion' Bill Potts, dopo l'addio di Jenna Coleman. Sempre nell'aprile 2016 è stato girato un video anteprima mostrato su BBC One durante l'intervallo delle semifinali della 2015-16 FA Cup. Intitolato Friend from the Future ("Un'amica dal futuro"): ha introdotto la nuova 'companion' e il Dottore, in un incontro con un Dalek. Nonostante ciò, la scena non è stata inclusa nella serie, ma in seguito una gran parte di essa è stata vista nella prima puntata.

## Questioni razziali e sessualità
Bill è la prima compagna di viaggio apertamente gay che compare nella serie, l'unica vera storia d'amore che ha avuto nel corso della decima stagione è con Heather; oltre a lei l'unica donna per la quale ha provato interesse è Penny, ragazza apparsa solo in due episodi con la quale è uscita una sola volta. Nell'episodio speciale C'era Due Volte, quando conversa con il Primo Dottore e quest'ultimo le dice «Mia cara io spero di non offenderti dicendo che ho avuto alcune esperienze con il gentil sesso» lei per tutta risposta con un po' di malizia afferma «Anche io ne ho avute» lasciando stupiti sia il Dottore che il capitano Archibald Lethbridge-Stewart.
È la seconda compagna di viaggio del Dottore, dopo Martha Jones, ad essere di colore, aspetto che viene rimarcato in episodi come Ghiaccio sottile, dove lei e il Dottore viaggiano nella Londra del 1814, nell'Età della Reggenza, e la ragazza viene pesantemente insultata da Lord Sutcliffe per via della sua etnia; in Ossigeno prova a interagire con Dahh-Ren, l'unico alieno della squadra di spedizione spaziale costituita dalla quasi totalità di umani e caratterizzato da una pelle blu, che tuttavia la accusa di considerarlo diverso.